# Nastro d'argento europeu
El Nastro d'argento (Cinta de plata) és un premi cinematogràfic concedit anyalment, des de 1946, pel Sindicat Nacional de Periodistes Cinematogràfics Italians (Sindacato Nazionale dei Giornalisti Cinematografici Italiani) l'associació italiana de crítics de cinema. Aquesta és la llista dels guanyadors del Nastro d'argento Europeu, concedit des de 1989.

## Guanyadors
- 1989: John Cleese
- 1990: Dekalog de Krzysztof Kieślowski
- 1991: Philippe Noiret
- 1992: István Szabó
- 1993: Aki Kaurismäki
- 1994: Ken Loach
- 1995: Alain Resnais
- 1996: Theo Angelopoulos
- 1997: Alan Parker
- 1998: Jerzy Stuhr
- 1999: Radu Mihăileanu
- 2000: Claudia Cardinale
- 2001: Emir Kusturica
- 2002: Pedro Almodóvar[3]
- 2003: no atorgat
- 2004: Fanny Ardant
- 2005: Malcolm McDowell
- 2006: Barbora Bobuľová - Cuore sacro
- 2007
  - Sergio Castellitto
  - Martina Gedeck
- 2008
  - Antonia Liskova - Riparo
  - Kasia Smutniak - Nelle tue mani
- 2009
  - Isabelle Huppert «per la seva llarga història d'amor amb el cinema, també italià»[4]
  - Andrzej Wajda
- 2010
  - Vincent Lindon - Welcome
  - Tilda Swinton - Io sono l'amore
- 2011: 
  - Michel Piccoli - Habemus Papam
  - Valeria Bruni Tedeschi - Tutti per uno
- 2012: Matteo Garrone
- 2013: no atorgat
- 2014: no atorgat
- 2015: 
  - Laura Morante
  - Lambert Wilson
- 2016: Juliette Binoche - L'attesa[5]
- 2017: Monica Bellucci - On the Milky Road[6]
- 2020: Pedro Almodóvar - Dolor y gloria[7]